# Jrarat (Kotayk)
Pour les articles homonymes, voir Jrarat.
Jrarat (en arménien Ջրառատ) est une communauté rurale du marz de Kotayk, en Arménie. Elle compte 603 habitants en 2008.